# Vespa variabilis
Vespa variabilis är en getingart som beskrevs av François du Buysson 1904. Vespa variabilis ingår i släktet bålgetingar, och familjen getingar. Utöver nominatformen finns också underarten V. v. fumida.